# Sancti Johannis Baptistae kyrka
Sancti Johannis Baptistae kyrka (Johannes döparens kyrka), även kallad Sankt Hans eller Gamla kyrkan, är en tidigare kyrkobyggnad i Landskrona, numera ruin.
Kyrkan invigdes 1424, bara 10 år efter att Landskrona fått sina stadsprivilegier. Denna kyrka var störst i Skåne efter Lunds domkyrka. Sista gudstjänsten hölls 1755 varefter den revs i slutet på 1700-talet av militära skäl. Planerna var att bygga om Landskrona till en stapelstad och då dess nya försvarsverk gick tvärs igenom kyrkans grund. Så därför rev man den. Dess ersättare Sofia Albertina kyrka (ritad av Carl Hårleman) är en av få svenska icke-domkyrkor med två torn.